# Caprimulgus meesi
Caprimulgus meesi е вид птица от семейство Caprimulgidae.

## Разпространение
Видът е разпространен в Индонезия.